# 岐阜グランドボウル

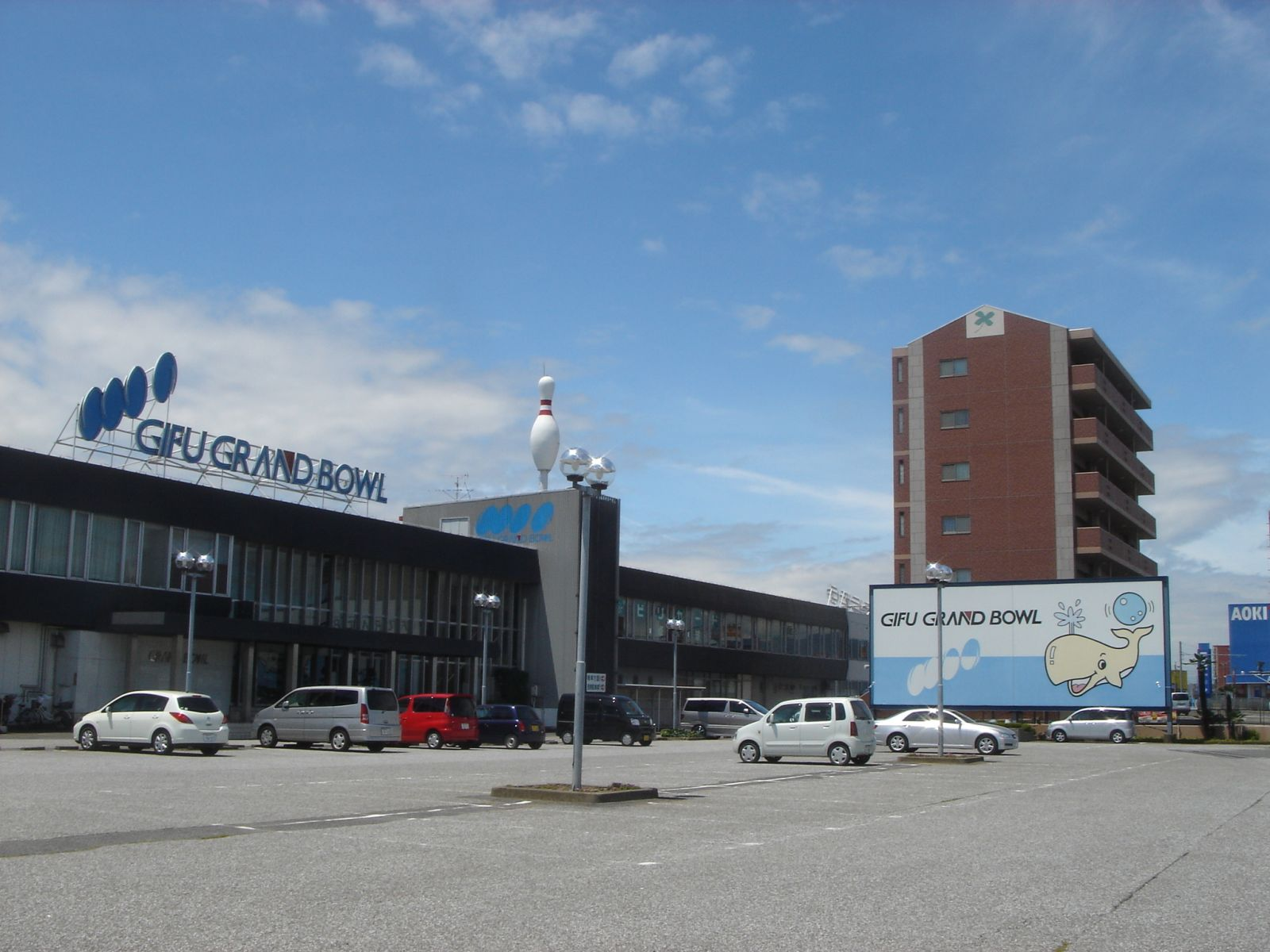
岐阜グランドボウル

岐阜グランドボウル（ぎふグランドボウル）は、岐阜県瑞穂市にかつて存在したボウリング場。株式会社グランドが運営していた。全国ボウリング公認競技場協議会の公認競技場であった。レーン数は60で岐阜県では最大規模。

## 歴史
1972年（昭和47年）に国道21号沿いに開業。
1998年の第11回全国スポーツレクリエーション祭のボウリング会場、さらに2012年（平成24年）開催の第67回国民体育大会（ぎふ清流国体）のボウリング競技会場として使用された。
施設の耐震基準が問題となったが、耐震工事や建て替えが難しく、2017年6月30日をもって営業終了した。

## 施設
- ボウリング場
- 卓球場
- ビリヤード場
- パーティールーム
- 喫茶店

## 所在地
- 岐阜県瑞穂市穂積1676

## 交通
- 国道21号穂積中原交差点東南。
- 東海道本線穂積駅より徒歩20分。

## その他
- 建物は解体され、跡地に2020年（令和2年）1月ビッグモーター瑞穂店が開店している。